# Acanthurus nigroris
Acanthurus nigroris Valenciennes, 1835 è un pesce osseo marino appartenente alla famiglia Acanthuridae.

## Distribuzione e habitat
L'areale della specie compre l'Indo-Pacifico centro orientale. A ovest raggiunge Aldabra e le Seychelles, a est arriva fino alle Hawaii, Tuamotu, le Marchesi e l'intera Micronesia. Diffuso nella grande barriera corallina Australiana. È più comune in zone oceaniche che nei bracci di mare chiusi. È una specie poco comune dappertutto.
Vive nelle lagune degli atolli che abbiano acque limpide ma anche lungo le pareti esterne delle barriere coralline in zone esposte alle onde e alle correnti. Popola soprattutto aree a fondale misto con scogliere, tratti sabbiosi e ciottoli. 
Il range batimetrico in cui vive va da 1 a 90 metri.

## Descrizione
Questa specie, come gli altri Acanthurus, ha corpo ovale, compresso lateralmente, e bocca piccola; sul peduncolo caudale è presente una spina mobile molto tagliente. La pinna dorsale è unica e piuttosto lunga, di altezza uniforme. La pinna anale è simile ma più corta. La pinna caudale è lunata, con lobi appuntiti. L'adulto è di colore brunastro o grigiastro più o meno scuro con fini linee sinuose bluastre su tutto il corpo. La testa è più chiara del resto del corpo, di solito è di color grigio. Alla base dell'estremità posteriore delle pinne dorsale e anale è presente una macchietta scura. La pinna caudale ha un sottile margine bianco. Il giovane è scuro con linee sul corpo poco visibili e due evidenti macchie blu una attorno all'occhio e una al margine dell'opercolo branchiale.
Raggiunge i 25 cm di lunghezza.

## Biologia
Gli adulti sono talvolta solitari, si aggregano più di frequente in gruppetti e possono formare banchi di grandi dimensioni composti da centinaia di individui.

### Alimentazione
Si nutre di alghe bentoniche, sia di macrofite filamentose che crescono su substrati duri che del biofilm composto da microalghe che ricopre le sabbie compatte.

### Predatori
La letteratura riporta come suo predatore Caranx melampygus.

## Pesca
Viene catturato localmente per il consumo umano ed è oggetto anche di pesca sportiva. Viene pescato anche per rifornire il mercato acquariofilo.

## Acquariofilia
È presente sul mercato acquariofilo.

## Conservazione
Questa specie non appare minacciata e le popolazioni sembrano stabili, sebbene sia una specie poco comune. La Lista rossa IUCN classifica questa specie come "a rischio minimo".